# Abū l-Hasan al-ʿĀmirī
Abū l-Hasan Muhammad ibn Yūsuf al-ʿĀmirī an-Nīsābūrī (arabisch أبو الحسن محمد بن يوسف العامري النيسابوري, DMG Abū l-Ḥasan Muḥammad ibn Yūsuf al-ʿĀmirī an-Nīsābūrī gest. 6. Januar 992 in Nischapur) war ein islamischer Philosoph und Logiker, der sich hauptsächlich in Chorasan aufhielt. In seiner Philosophie mischte er Neuplatonismus und Aristotelismus, doch anders als seine philosophischen Zeitgenossen war er besonders daran interessiert, die Beschäftigung mit Philosophie gegenüber den Religionsgelehrten zu rechtfertigen. Die versöhnliche Haltung gegenüber dem Islam verband ihn mit seinem Lehrer Abū Zaid al-Balchī (gest. 934) und dessen Lehrer al-Kindī. Al-ʿĀmirī war vor allem als Metaphysiker bekannt.

## Leben
Über al-ʿĀmirīs Leben ist nur wenig bekannt. Nach Angabe von Abū Sulaimān as-Sidschistānī studierte er bei Abū Zaid al-Balchī. Nach dem Tod seines Lehrers begab er sich nach Buchara, und von dort aus nach Taschkent, wo er Fiqh und māturīditischen Kalām bei Abū Bakr al-Qaffāl studierte. Anschließend kehrte er nach Buchara zurück und verfasste dort sein magnum opus as-Saʿāda wa-l-isʿād. In der Zeit zwischen 953 und 963 lebte er in Nischapur.
Von ungefähr 964 an lebte al-ʿĀmirī für fünf Jahre in Raiy, wo er studierte, Texte diktierte und Bücher abfasste. Abū Haiyān at-Tauhīdī schreibt, dass Miskawaih, der zu dieser Zeit ebenfalls in Raiy lebte, kein einziges Wort von ihm übernommen und kein einziges Problem von ihm im Gedächtnis bewahrt habe, als ob zwischen ihnen eine Barriere gewesen wäre. Miskawaih selbst berichtet, dass er al-ʿĀmirī im Gefolge des hochgebildeten buyidischen Wesirs Abū l-Fadl Ibn al-ʿAmīd sah, als sie auf der Durchreise von Chorasan nach Bagdad waren und von dort zurückreisten. Obwohl al-ʿĀmirī zu dieser Zeit bereits ein voll ausgebildeter Philosoph gewesen sei und eigene Kommentare zu Aristoteles Werken verfasst habe, habe er sich dem Wesir als sein Schüler untergeordnet.
Im Jahre 360 der Hidschra (= 970/71 n. Chr.) sah ihn Abū Haiyān at-Tauhīdī in Bagdad im Lehrzirkel von Abū Hāmid al-Marwarūdhī verkehren. Er sprach dort über ein Fiqh-Problem, nämlich die Zulässigkeit von berauschenden Getränken, wobei at-Tauhīdī sich darüber wunderte, dass er dafür philosophische Begriffe verwendete. At-Tauhīdī sah ihn dann noch ein zweites Mal im Jahre 364 (= 974/75 n. Chr.) im Gefolge von Abū l-Fadls Sohn Abū l-Fath Ibn al-ʿAmīd das Gespräch mit den Bagader Philosophen führen. Zu al-ʿĀmirīs Bekanntschaften in Bagdad gehörte der Grammatiker Abū Saʿīd as-Sīrāfī, mit dem er im Dschumādā II 364 (= Februar/März 975) über das Bā' der Basmala disputierte. Ibn al-ʿAmīd soll bei dieser Gelegenheit as-Sīrāfī gelobt und al-ʿĀmirī getadelt haben. At-Tauhīdī erwähnt, dass al-ʿĀmirī noch in verschiedene andere Diskussionen verwickelt wurde, so zum Beispiel über die Aussage, dass der Philosoph mit geschlossenen Augen sehen kann, was der Nicht-Philosoph nicht mit offenen Augen sehen kann, so wie darüber, dass der Arzt der wahre Bruder des Astronomen sei. Nach dem Bericht Abū Haiyān at-Tauhīdīs (gest. 1009) wurde al-ʿĀmirī von den Bagdader Gelehrten allerdings nur sehr kühl aufgenommen, weil er mit seiner Langweiligkeit (kazzāza), Ungeschliffenheit (ġilaẓ ṭibāʿ) und Schroffheit (ǧafāʾ ḫuluq) Abneigung gegen sich hervorrief.
Umgekehrt war al-ʿĀmirī auch von den Verhaltensweisen der Bagdader Gelehrten enttäuscht. Abū Sulaimān as-Sidschistānī zitiert ihn mit der Aussage, dass er bei den Leuten von Bagdad „äußere Eleganz, bewundernswerte Aufmachung und liebliches Aussehen“ gesehen habe, dahinter aber „herrschende Dummheit, falsche Liebe und Verachtung für die Menschen von Chorasan und aller anderen Gebiete“. Am besten für den Menschen sei es, wenn sein Verstand orientalisch (mašriqī) und seine Gestalt irakisch seien. Auf diese Weise verbinde er die Festigkeit Chorasans mit der Eleganz des Irak und halte die Dummheit Chorasans und die Leichtfertigkeit des Irak von sich fern.
Um 980 war al-ʿĀmirī bereits nach Chorasan zurückgekehrt, wo er seinen Traktat at-Taqrīr li-auǧuh at-taqdīr dem samanidischen Wesir Abū l-Husain al-ʿUtbī (gest. 982) widmete. Wahrscheinlich konnte er auch al-ʿUtbīs großartige Bibliothek benutzen. Außerdem verfasste al-ʿĀmirī in Buchara mehrere Bücher, darunter al-Amad ʿalā l-abad (fertiggestellt 985) und Manāqib al-islām. Später kehrte al-ʿĀmirī nach Nischapur zurück, wo er am 27. Schauwāl 381 (= 6. Januar 992) starb.
Ein muslimischer Gelehrter namens al-Dscharīrī fasste al-ʿĀmirīs Leben mit den Worten zusammen, dass dieser hinsichtlich der Harmonisierung von Philosophie und Scharia ähnliche Ziele wie sein Lehrer Abu Zaid al-Balchī verfolgt habe. Deswegen habe man ihn von einer Gegend in die andere getrieben, nach seinem Leben getrachtet, so dass er das eine Mal bei Ibn al-ʿAmīd und das andere beim Oberkommandierenden von Nischapur Zuflucht nehmen musste, und schließlich sich der Volksmenge angebiedert habe, indem er Bücher zur Unterstützung des Islams geschrieben habe. Dennoch habe man ihn verdächtigt, ein Mulhid zu sein und die Lehre von Anfangsewigkeit der Welt (qidam al-ʿālam) und die philosophische Theorie von Hayūlā, Form, Zeit und Raum zu vertreten. Er habe jedoch mit jedem Neuerer zusammengesessen und intime Gespräche geführt.

## Werke
Al-ʿĀmirī listet in seinem Werk al-Amad ʿalā l-abad, das er sechs Jahre vor seinem Tod verfasste, 17 Werke auf und erklärt, dass er außerdem noch kurze Abhandlungen, Antworten auf verschiedene Fragen und Kommentare zu logischen und naturwissenschaftlichen Arbeiten verfasst habe und darüber hinaus im Auftrag von Emiren und Staatsmännern noch verschiedene Schriften auf Persisch. All diese Werke seien in den Ländern verbreitet und bei den gebildeten Menschen beliebt. Al-ʿĀmirīs Werke behandelten die Felder Logik, Physik, Psychologie, Metaphysik, Ethik, Biologie, Medizin, Doxographie, Sufik, Koranexegese und Traumdeutung. Von diesen Werken haben sich nur die folgenden vollständig oder auszugsweise erhalten:

### al-Iʿlām bi-manāqib al-islām
Al-Iʿlām bi-manāqib al-islām („Die Unterrichtung über die Vorzüglichkeiten des Islams“) ist eine philosophische Verteidigung des Islams, die aus zehn Kapiteln, einer Einleitung und einem Schlussteil besteht und dem samanidischen Wesir Abū Nasr ibn Abī Zaid gewidmet ist. Das Buch ist lediglich in einer Handschrift erhalten, die sich in der Râgib-Pascha-Bibliothek in Istanbul befindet (Ms. 1463, fol. 1r–28r) und auf das Jahr 525 der Hidschra (= 1130 n. Chr.) datiert ist. Ahmad ʿAbd al-Hamīd Ghurāb veröffentlichte 1967 in Kairo eine Edition. Franz Rosenthal hat den mit der Wissenschaftslehre befassten Teil ins Deutsche und den mit Politik befassten Teil ins Englische übersetzt. E.K. Rowson liefert eine englische Übersetzung der Einleitung und der ersten drei Kapitel.
In seiner Vorrede beklagt al-ʿĀmirī die Tatsache, dass die Masse der Menschen die Philosophie, die eigentlich die höchste Form des Wissens darstellt, ablehnen und nicht beachten. Sodann erklärt er, dass es dem Menschen im Falle, dass er Missetaten begeht, nicht möglich sei, andere davon abzuhalten, darüber zu sprechen, und das einzige Mittel, das dann helfe, eine Verbesserung der Charaktereigenschaften (iṣlāḥ al-aḫlāq) sei. Die Behauptung einer Gruppe von Philosophen und einer Gemeinschaft von Bātiniten, dass die Aneignung von Wissen den Philosophen von allen religiösen Pflichten befreie, weil die Führung der Menschen auf den richtigen Pfad ausreichend sei, sei dagegen ein schwerer Fehler, weil Wissen auch das Prinzip der Handlung umfasse, und die Handlung die Vervollkommnung des Wissens sei.
Die drei ersten Kapitel sind den Wissenschaften gewidmet. Im ersten Kapitel unterscheidet der Autor zwischen den religiösen und den philosophischen Wissenschaften und beschreibt die einzelnen Disziplinen. Außerdem verteidigt er die Philosophie gegen die Traditionsgelehrten (ḥašwīya), die meinen, dass sie im Widerspruch zur Religion steht. Im zweiten und dritten Kapitel versucht der Autor zu zeigen, dass die religiösen Wissenschaften einen höheren Rang haben. Dabei weist er die Auffassung einiger Intellektueller (mutaẓarrifa) zurück, die meinen, dass man sich angesichts der Uneinigkeit der Religionen nur an die moralischen Grundprinzipien halten solle, die allen gemeinsam sind, wie Gerechtigkeit, Ehrlichkeit, Einhaltung von Abmachungen, Herausgabe des anvertrauten Gutes und Hilfe für den Bedrückten. Der Autor bringt dagegen vor, dass solche Ansichten nur von Menschen vertreten würden, die nicht genügend Verstand besäßen, um die Sache ausreichend zu prüfen, oder sich nicht über die Konsequenzen ihres Handelns Gedanken machten, weil sie auf schnelle Vergnügungen aus seien. Es gäbe nichts Irrationaleres als die Bekräftigung eines wahren Schöpfers ohne Gebote und Verbote.
Zu Beginn des vierten Kapitels erklärt der Autor, Religionen beständen grundsätzlich aus vier Grundelementen: Glaubenslehren (iʿtiqādāt), rituellen Praktiken (ʿibādāt), Regeln für zwischenmenschliche Beziehungen (muʿāmalāt) und Strafen (mazāǧir). Dem Vernünftigen obliege es, die sechs Religionen, die im Koran (Sure 22:17) genannt werden, nämlich Judentum, Christentum, Zoroastrismus, Sabiertum und Schirk, hinsichtlich dieser vier Grundelemente zu vergleichen und dann entsprechend der Vernunft abzuwägen, welche Religion die beste sei. Die beiden folgenden Kapitel sind dann dem Vergleich der sechs Religionen bezüglich der ersten beiden Grundelemente gewidmet. Hinsichtlich der Regeln für zwischenmenschliche Beziehungen und der Strafen verweist al-ʿĀmirī den Leser auf sein Buch al-Ibāna ʿan ʿilal ad-diyāna, das sich nicht erhalten hat. Die Kapitel 7 bis 9 sind der Vorzüglichkeit des Islam hinsichtlich des Staatswesens (mulk) gewidmet. Im zehnten Kapitel versucht al-ʿĀmirī, die Überlegenheit des Islams im Bereich der Wissenschaften (maʿārif) aufzuzeigen. So trägt er vor, dass die Muslime die Wissenschaften am weitesten entwickelt und sich dabei das Wissen der alten Römer, Perser, Inder und Griechen angeeignet hätten. Zwar gesteht er ein, dass die meisten Übersetzer Christen und Sabier gewesen seien, doch sieht er darin kein Widerspruch zu seiner These, denn „sie haben dies nur deswegen getan, weil sie die Macht und den Ruhm des Islams sahen. Und ihre einzige Absicht dabei war, sich den Kalifen anzunähern, die die Bande und Grundlagen des Islams kontrollieren.“ Dies zeigt, dass er den Islam als ein kulturelles Konzept verstand.
Im Schlussteil des Buches verteidigt der Autor den Islam gegen vier allgemeine Einwände, die gegen ihn erhoben wurden:
1. Wenn der Islam die Religion der Wahrheit und der Barmherzigkeit wäre, dann würde sich derjenige, der zu ihm aufruft, den Menschen nicht zuerst mit dem Schwert nähern;
2. Wie kann der Islam die wahre Religion bei Gott sein, wenn das, was man bei den Muslimen beobachtet, gegenseitiger Groll, gegenseitige Feindschaft, und Aufspaltung in verschiedene Sekten ist, so dass sie sich sogar gegenseitig töten;
3. Wie kann ein vernünftiger Mensch entscheiden, dass der Islam die beste und gerechteste Religion ist, wenn er sich auf den Koran stützt und dieser so uneindeutig ist, dass alle islamischen Sekten, so fern sie sich auch stehen mögen, darin Beweise für die Richtigkeit ihrer Lehre finden;
4. Diejenigen, die zum Islam aufrufen, behaupten unter Berufung auf Sure 10:94, dass schon die früheren offenbarten Bücher den Islam angekündigt hätten. Da sich in den früheren offenbarten Büchern diese Ankündigung jedoch nicht findet, ist der Koran kein vertrauenwürdiges Buch.[33]

In seiner Antwort auf den ersten Einwand äußert der Autor, dass der Prophet es sicher vorgezogen hätte, seine Religion ohne Blutvergießen zu verbreiten, doch habe er angesichts des breiten Widerstands, der ihm entgegenschlug, keine andere Möglichkeit gehabt. Er habe aber nicht aus Grausamkeit Gewalt angewendet, sondern aus Barmherzigkeit mit den Menschen. Zum zweiten Einwand schreibt Al-ʿĀmirī: „Die Wahrheit wird nicht zur Unwahrheit, nur weil die Menschen über sie uneinig sind, und die Unwahrheit wird auch nicht zur Wahrheit, nur weil die Menschen darin übereinstimmen.“ Als Antwort auf den vierten Einwand liefert er eine islamische Prophetologie mit einer Rechtfertigung der vier dem Propheten Muhammad verliehenen Qualifikationen aus der Bibel (Deuteronomium 18,15-18  und Deuteronomium 33,2  sowie Johannes 14,26  und Johannes 15,26 ), die das Kommen des Paraklets ankündigen.

### al-Amad ʿalā l-abad
al-Amad ʿalā l-abad ist ein philosophisches Werk in 20 Kapiteln, das 1979 von Everett K. Rowson in Beirut ediert wurde. Wie der Autor in der Einführung sagt, dient das Werk der Untersuchung des Zustands des Menschen nach dem Tode, kurz nachdem sein Geist seinen Körper verlassen hat, bis zu der Zeit, in der er bei der Auferstehung zusammengeschart und zu einem neuen Leben auferweckt wird. Das Werk enthält auch al-ʿĀmirīs Ansichten über die Nafs, ethische Fragen und Politik. Es kombiniert ebenfalls philosophische und dogmatische Argumente in der Erörterung des Lebens nach dem Tod, und bietet eine elementare und apologetische Einführung zu den griechischen Philosophen für Religionsgelehrte. Das philosophische System des Werks ist der Neuplatonismus, und es schöpft dabei stark aus Platons Phaidon. Nach dem Kolophon schloss al-ʿĀmirī dieses Werk im Jahre 375 (= 985 n. Chr.) in Buchara ab. Rowson hat die Kapitel 1, 3 und 4 ins Englische übersetzt.

### Fuṣūl fī l-maʿālim al-ilāhīya
Fuṣūl fī l-maʿālim al-ilāhīya („Abschnitte über die metaphysischen Topoi“) kommt der Darstellung eines philosophischen Systems nahe und ist zum großen Teil eine Paraphrase des Kitāb al-ḫair al-maḥḍ (bekannt auf Latein als Liber de causis), das wiederum eine Umarbeitung der Elemente der Theologie von Proklos ist. Das Werk, das in 20 Abschnitte gegliedert ist, in einer Istanbuler Handschrift (Ms. Esad Efendi 1933) vorliegt und von Sahban Chalīfāt 1988 in Amman ediert wurde, stellt eine standardmäßige neuplatonische Hierarchie dar, untersucht verschiedene Merkmale davon und schließt mit einem Beweis für die Unsterblichkeit der Seele.
Das Kitāb al-ḫair al-maḥḍ hatte die Gedanken des Proklos bereits in einer Weise modifiziert, dass sie besser mit den Anforderungen einer offenbarten monotheistischen Religion vereinbar waren. So fühlte sich der Autor in einer Diskussion über das Selbstkonstituierte (authypostata, siehe auch Aseität) vor die Notwendigkeit gestellt, den Leser an die letztendliche Abhängigkeit aller Dinge von der Ersten Ursache zu erinnern. Al-ʿĀmirīs Fuṣūl fī l-maʿālim al-ilāhīya nehmen weitere Modifikationen in die gleiche Richtung vor. Der Begriff „selbstkonstituiert“ wird gänzlich durch die Formulierung „in Ihm, der die Existenz gibt, bestehend“ ersetzt. Das Werk ist auch explizit islamisch. Für die „Erste Ursache“ wird häufig „Der Schöpfer“ (aṣ-Ṣāniʿ, al-Bāriʾ) oder „Der Schöpfer und Befehlshaber“ (man lahu al-ḫalq wal-amr) verwendet. Eine Unterscheidung zwischen höherem und niedrigerem Intellekt wird als die zwischen dem Intellekt von Engeln und dem menschlichen Intellekt identifiziert. In einer weiteren Unterscheidung zwischen „göttlichem Intellekt“ und „Intellekt“, der nicht göttlich ist, identifiziert das Werk ersteren mit dem reinsten Teil (ṣafwa) der Menschheit, nämlich den gesetzgebenden Propheten (arbāb aš-šarāʾiʿ min al-anbiyāʾ), und letzteren mit den rechtgeleiteten Imamen (al-aʾimma ar-rāšidūn).
Das Werk wird in al-ʿĀmirīs Werkliste im Amad nicht erwähnt, doch meint Everett Rowson, dass sich die Zuschreibung in der Handschrift leicht durch die zahlreichen Parallelen sowohl im Wortschatz als auch im Denken zwischen ihm und al-ʿĀmirīss anderen erhaltenen Werken bestätigen lasse.

### Inqāḏ al-bašarundat-Taqrīr
Die beiden Werke Inqāḏ al-bašar min al-ǧabr wa-l-qadar („Errettung der Menschen vor dem Zwang und dem Qadar“) und at-Taqrīr li-auǧuh at-taqdīr („Der Bericht zu den verschiedenen Aspekte der Prädestination“), die sich mit der Frage der Prädestination und der menschlichen Verantwortung beschäftigen, sind zusammen in einer Handschrift erhalten, nämlich Ms. Princeton 2163 (393B), und wurden von Sahbān Chalīfāt ediert.
Inqāḏ al-bašar konzentriert sich auf diese Frage entsprechend der Problemstellung der islamischen Theologen und versucht sie durch eine Analyse der aristotelischen Ursachenlehre zu lösen. Die Schlussfolgerung wird als mittlerer Weg zwischen zwei Extremen präsentiert und mit dem bekannten Ausspruch von Abū Hanīfa identifiziert, in dem sowohl der göttliche Zwang (ǧabr) als auch uneingeschränkte Machtdelegation (tafwīḍ) auf den Menschen abgestritten werden. Abū Haiyān at-Tauhīdī sah dieses Werk bei al-ʿĀmirīs Freund und Schüler Abū l-Qāsim al-Kātib. Er merkt an, dass es ein wertvolles Buch sei, der Autor darin gleichwohl nicht die Menschen vor dem Zwang und dem Qadar errettet habe, weil diejenigen, die sich damit beschäftigten, weiter in zwei Lager gespalten seien. Das Werk ist in Ms. Princeton 2163 (393B) erhalten und wurde
In at-Taqrīr li-auǧuh at-taqdīr wiederholt der Autor viele seiner Argumente, behandelt aber die ganze Frage mehr in philosophischer Weise, wobei er sich besonders auf die Diskussion des Zufalls in Aristoteles Physik stützt.

### Eine unsichere Zuschreibung: dasKitāb al-Saʿāda wa-l-isʿād
Das Kitāb al-Saʿāda wa-l-isʿād („Das Buch des Glücks und der Beglückung“), das in einer Handschrift in der Chester Beatty Library erhalten ist und von Mudschtabā Mīnowī ediert wurde (Wiesbaden und Tehran, 1957–1958), ist in zwei Teile gegliedert und hat doxographischen Charakter. Der erste Teil behandelt hauptsächlich die ethischen Lehren von Platon und Aristoteles, der zweite Teil die politischen Lehren der wichtigsten antiken und hellenistischen Philosophen, daneben auch die altiranische und indische politische Tradition und die Lehren der muslimischen Gelehrten und Denker. An einzelnen Stellen gibt der Verfasser die eigenen Ansichten und Bewertungen zum Besten. Das Werk enthält mehrere Zitate von griechischen Aristoteles-Kommentatoren Alexander von Aphrodisias, Porphyrios und Themistios.
Mudschtabā Mīnowī identifizierte den Autor erstmals als Abū l-Hasan al-ʿĀmirī, ohne dies zu begründen. Für diese Identifikation spricht, dass al-ʿĀmirīs Lehrer Abū Zaid al-Balchī und dessen Lehrer al-Kindī mehrfach in dem Text erwähnt werden. Allerdings kann das Werk nicht sicher al-ʿĀmiri zugeordnet werden.

### Weitere Werke
- Kitāb al-Ibṣār wa-l-mubṣar („Buch des Sehens und des Gesehenen“) ist eine Abhandlung über sinnliche Wahrnehmung in der Tradition von Aristoteles’ De anima.[52] Das Werk erscheint in der Form einer Antwort auf einen anonymen „Bruder“, der um eine Erklärung bat, wie der Gesichtssinn wahrnimmt, was er sieht, und wie er die verschiedenen Dinge, die er wahrnimmt, unterscheidet. Der größte Teil der Erörterung ist sehr technisch und offen griechisch: Es werden die gegensätzlichen Theorien der Geometer Euklid, Ptolemaios und ihrer Anhänger den Theorien der Philosophen Aristoteles, Alexander und Themistios gegenübergestellt. Auch hier zeigt al-ʿĀmirī sein Interesse an theologischen Fragen. So betont der Autor die Bedeutung des Themas der Vision wegen ihrer Relevanz für die theologische Frage der Schau Gottes. Außerdem greift er in einem Exkurs den theologischen Okkasionalismus an und rahmt die ganze Diskussion mit zwei Klagen über den Anti-Intellektualismus seiner Zeit und einem Lob auf „den Sultan“.[53] womit nach Rowson der samanidische Emir gemeint ist.[54] Der Text ist erhalten in Ms. Cairo, Taymūriyya ḥikma 98, und wurde von S. Chalīfāt ediert.[55]
- Šarḥ al-maqūlāt, ediert erstmals 1965 von Mubahat Türker und 1988 erneut von S. Chalīfāt.[56] Es handelt sich um Fragmente eines Kommentars zu Aristoteles’ Kategorien mit Interpretationen ausgewählter Passagen von griechischen und arabischen Kommentatoren.[57] Abū Sulaimān as-Sidschistānī schreibt, dass al-ʿĀmirī auch andere Werke des Aristoteles kommentierte.[3]
- al-Nusuk al-ʿaqlī wa-t-taṣauwuf al-millī. Einzelne Teile daraus wurden von S. Chalīfāt ediert.[58] At-Tauhīdī widmet ein ganzes Kapitel seiner Muqābasāt Erklärungen von al-ʿĀmirī zu diesem Werk.[59] Aus al-ʿĀmirīs eigenen Werken geht hervor, dass es eine Erörterung religiöser Eingebung (waḥy) und die Interpretation des Hadith über die 73 Sekten des Islams enthielt. E. Rowson vermutet, dass der Autors in diesem Werk der sufischen Frömmigkeit ein rationales Fundament geben wollte, so wie er das allgemein für den Islam in al-Iʿlām gemacht hatte.[60]
- al-Iršād li-taṣḥīḥ al-iʿtiqād. Dieses Werk, das nicht erhalten ist, befasste sich mit Koranexegese, der Einheit und den Attributen Gottes, dem Prophetentum, außergewöhnlichen Ereignissen wie Wundern, Magie und Zaubersprüchen sowie den Behauptungen der Angehörigen anderer Religionen.[61]
- Al-ʿĀmirī hatte auch ein starkes Interesse am antiken Persien und verfasste eines seiner Werke, nämlich das Farrōḫ-nāma auf Persisch.

## Lehren

### Wissenschaftslehre

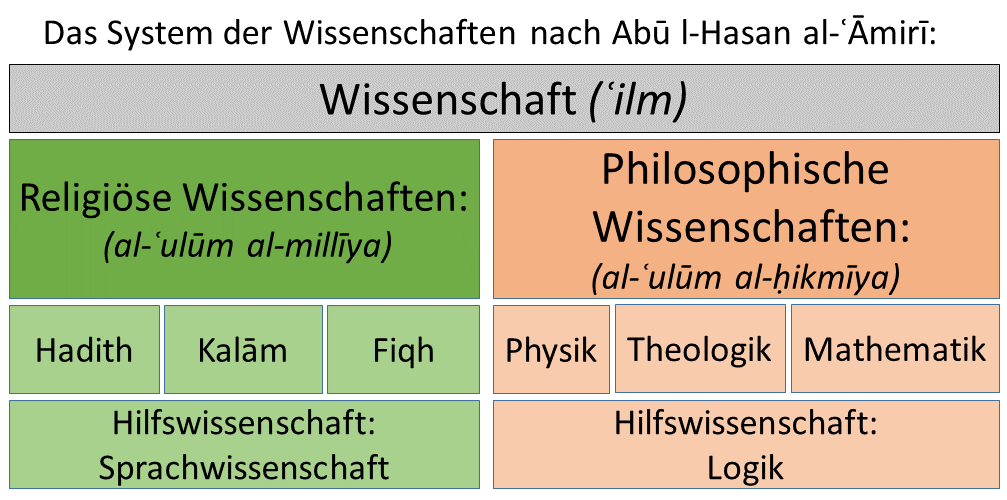

Nach al-ʿĀmirī gliedern sich die Wissenschaften insgesamt in zwei großen Familien, nämlich die religiösen Wissenschaften (al-ʿulūm al-millīya) und die philosophischen Wissenschaften (al-ʿulūm al-ḥikmīya), die jeweils parallel aufgebaut sind. Sie fächern sich jeweils in drei Teildisziplinen und ein Hilfsinstrument (āla muʿīna) auf. Die drei religiösen Wissenschaften sind Hadith, Kalām und Fiqh mit Sprachwissenschaft (ṣināʿat al-luġa) als Hilfsinstrument, die drei philosophischen Wissenschaften sind Physik, Theologik und Mathematik mit Logik als Hilfsinstrument. Für die Aufteilung der beiden Wissenschaftsfamilien bedient sich al-ʿĀmirī der Unterscheidung zwischen Sinneswahrnehmung (ḥiss) und Verstand (ʿaql). Hadith und Physik sind reine Sinnesdisziplinen (ṣināʿāt ḥissīya), Kalām und Metaphysik reine Verstandesdisziplinen (ṣināʿāt ʿaqlīya), und in Fiqh und Mathematik wird eine Verbindung beider Funktionen, Sinneswahrnehmung und Verstand, vorausgesetzt. Die Mathematik fächert sich in fünf Zweige auf: Arithmetik (ʿadad), Geometrie (handasa), Astronomie (tanǧīm), Komposition (taʾlīf) und Mechanik (ḥiyal).
Anders als noch al-Fārābī, der Sprachwissenschaft und Logik als Voraussetzung für die Ausübung jeglicher Wissenschaft verstand, gesteht al-ʿĀmirī der Sprachwissenschaft somit keine Kompetenz für die philosophischen Wissenschaften zu und erkennt Logik umgekehrt keinen Wert für die religiösen Wissenschaften zu. Allerdings beschreibt er die Logik doch als universales Urteilsinstrument: Sie erlaubt der rationalen Seele, zwischen Wahrheit und Unwahrheit bei theoretischen Fragen sowie Gut und Böse bei praktischen Fragen zu unterscheiden. Außerdem entstehe bei ihrem Gebrauch intellektuelle Lust (laḏḏa ʿaqlīya) und Vertrauen bei den Erkenntnisdingen (ṭumaʾnīna fī l-maʿārif).
Am Ende des Abschnitts über die philosophischen Wissenschaften geht al-ʿĀmirī auf die literarische Bildung (ādāb) ein. Die Auffassung einiger frommer Männer (nussāk), die an dieser Art der Bildung etwas auszusetzen haben, weist er dort zurück. Hans Hinrich Biesterfeldt sieht das Originelle von al-ʿĀmirīs Ansatz darin, dass er die philosophischen Wissenschaften einerseits begrenzt, ihnen aber gleichzeitig zur „eigengesetzlichen Entfaltung verhilft.“
Al-ʿĀmirī sieht keinen Gegensatz zwischen Glauben und Vernunft, denn der Sitz des Glaubens in der Seele ist ihm zufolge die „rationale Kraft“ (al-qūwa al-ʿāqila). Die Ansicht einiger Traditionsgelehrter (ḥašwīya), dass die philosophischen Wissenschaften in einem Gegensatz zu den religiösen Wissenschaften ständen und derjenige, der sich mit ihnen befasse, Diesseits und Jenseits verliere, weist al-ʿĀmirī zurück. Vielmehr schüfen diese Wissenschaften Glaubenssätze (ʿaqāʾid), die mit dem reinen Verstand übereinstimmen und durch den gültigen Beweis bestätigt seien. Und es sei ja bekannt, dass es zwischen dem, was der Beweis als wahr erwiesen habe und die Vernunft auferlege, einerseits und dem, was die wahre Religion vorschreibe, keinen Widerspruch gebe.

### Die Entwicklung der griechischen Philosophie
Eine Besonderheit von al-ʿĀmirīs Denken war auch seine Theorie von der Entwicklung der griechischen Philosophie. Demnach war die erste Person, der Weisheit (ḥikma) zugeschrieben wurde, Luqmān, der Weise. Dies entnimmt er der koranischen Aussage: „Wir haben seinerzeit Luqmān die Weisheit gegeben“ (Sure 31:12). Hierbei ordnet er Luqmān in der Zeit von König David ein und erklärt, dass er wie dieser in Syrien gelebt habe. Der Grieche Empedokles, so erklärt al-ʿĀmirī weiter, habe Luqmān häufig besucht und von ihm die Weisheit erlernt. Die Griechen schrieben ihm deswegen ebenfalls Weisheit zu. Er sei der erste Grieche gewesen, dem man Weisheit zugeschrieben habe.
Der nächste, dem man bei den Griechen Weisheit zuschrieb, war nach al-ʿĀmirī Pythagoras. Er soll in Ägypten die Gefährten Salomons besucht haben, als diese aus Syrien dorthin flüchteten. Er erlernte bei ihnen die Mathematik (ʿilm al-handasa), die Physik (al-ʿulūm aṭ-ṭabīʿīya) und die Theologik (al-ʿulūm al-ilāhīya). Diese drei Wissenschaften übermittelte er anschließend an die Länder der Griechen. Dann habe er durch seine Intelligenz die Melodik (ilm al-alḥān) abgeleitet und die Melodien anhand von Zahlenverhältnissen beschrieben. Er soll auch behauptet haben, dass er diese Wissenschaft aus der Lichtnische des Prophetentums (miškāt an-nubūwa) gewonnen habe. Nach Pythagoras kam nach al-ʿĀmirī Sokrates. Er bezog seine Weisheit von Pythagoras, beschränkte sich jedoch auf ihre theologischen Begriffe, wandte sich von den weltlichen Freuden ab, widersprach öffentlich dem Griechentum in der Religion und trat den Anführern des Schirk mit Argumenten und Beweisen entgegen. Sie hetzten daraufhin den Pöbel gegen ihn auf und drängten ihren Herrscher dazu, ihn hinzurichten. Um sich bei ihnen beliebt zu machen, warf ihn der Herrscher ins Gefängnis und ließ ihn vergiften.
Nach Sokrates, so erklärt al-ʿĀmirī weiter, kam Platon. Er habe mit Sokrates bei der Entlehnung seiner Weisheit von Pythagoras übereingestimmt, doch habe er sich nicht auf die theologischen Begriffe beschränkt, sondern auch Physik und Mathematik hinzugenommen. Er habe berühmte Bücher verfasst, doch seien diese voll von Symbolen und schwer verständlich. Eine Anzahl von Schülern sei von ihm ausgebildet worden, und am Ende seines Lebens habe er den tüchtigsten von ihnen Lehre und Schulbetrieb übertragen, während er sich selbst von den Menschen zurückzog, um sich ganz dem Gottesdienst zu widmen. Nach Platon sei Aristoteles einer derjenigen gewesen, denen man Weisheit zuschrieb. Er sei der Lehrer von Alexander gewesen, der als Dhū l-Qarnain bekannt sei. Er sei fast 20 Jahre bei Platon geblieben, um seine Weisheit zu erwerben. In seiner Jugend habe man ihn wegen seiner Intelligenz „den Geistlichen“ (ar-rūḥānī) genannt, während Platon ihn „die Vernunft“ (al-ʿaql) nannte. Aristoteles, so erzählt al-ʿĀmirī weiter, sei derjenige gewesen, der die naturwissenschaftlichen und theologischen Teilgebiete ordnete und zu jedem von ihnen ein eigenes Buch abfasste. In seiner Zeit habe Dhū l-Qarnain die Herrschaft erlangt, und der Polytheismus sei im Land der Griechen unterdrückt worden.
Diesen fünf Personen – Empedokles, Pythagoras, Sokrates, Platon und Aristoteles – habe man Weisheit zugeschrieben. Nach diesen habe man keinen anderen mehr einen Weisen genannt, sondern die Menschen zu einer bestimmten Disziplin oder Lebensform in Beziehung gesetzt, wie Hippokrates den Arzt, Homer den Dichter, Archimedes den Mathematiker, Diogenes den Kyniker und Demokrit den Physiker. Als später die Werke von Galenos immer zahlreicher wurden, habe man angefangen, ihn nicht mehr nur als Arzt, sondern auch als Weisen zu betrachten, doch hätten dann andere gespottet und gesagt: „Bleib lieber bei Deinen Salben, Abführmitteln, Wundbehandlungen und Fiebern. Denn die theologische Wissenschaft ist von ihren Quellen her zu subtil, als dass sie jemand begreift, der an ihren Begriffen zweifelt. Denn jemand, der für sich selbst bezeugt, dass er keine Gewissheit darüber hat, ob die Welt präexistent oder hervorgebracht ist, ob die Wiederauferstehung wahr ist oder falsch und ob die Seele eine Substanz ist oder ein Akzidens, dessen Rang ist zu niedrig, als dass man ihn einen Weisen nennen könnte.“

### Weitere Lehren
Al-ʿĀmirīs Metaphysik ist auf die neuplatonische Hierarchie der Existenz gegründet, die er entweder in ihrer einfachen Form (Gott – Universalintellekt – Universalseele – Natur) oder in einer mehr ausgearbeiteten Form (Gott – Universale Formen und Intellekt – Universalseele und Sphäre der Sphären – Sphären und Himmelskörper – Wesen, die aus vier Elementen zusammengesetzt sind) benutzt.
Zwischen spiritueller und körperlicher Welt besteht eine Dichotomie, die vom Menschen überbrückt wird, weil er aus einer spirituellen Seele und einem Körper besteht, der aus den vier Elementen zusammengesetzt ist. In dieser Welt handelt der Mensch als Gottes Stellvertreter, und in der nächsten kann er eine ewige Zierde werden, wenn er es schafft, seine Seele durch Erfassung der ewigen intellektuellen Formen dem Göttlichen anzugleichen. Menschliche Seele und menschlicher Körper werden als zwei separate Substanzen verstanden, die unabhängig voneinander sind (siehe auch Dualismus). Deshalb kann eine jede von ihnen, die andere überwältigen, so wie auch die Seele den Körper davon abhalten kann, seinen Begierden nachzugeben, kann der Körper die Seele in die Irre führen und von ihrem letzten Ziel, nämlich dem Aufstieg in die spirituelle Welt, ablenken. Während die Seele dem Körper Leben verleiht, befähigt der Körper die Seele, Gutes und Böses zu erfahren und so durch Prüfung zwischen ihnen zu unterscheiden. Dies unterscheidet die Menschen von den Engeln, die zwar Kenntnis vom Bösen haben, es aber nicht erfahren können.
Al-ʿĀmirī bekräftigt die körperliche Auferstehung und die Sinneswahrnehmung im Jenseits, merkt aber an, dass die Körper dort nicht aus verderblichen Gemischen zusammengesetzt seien und die Art der Belohnung und Strafe nur dadurch begriffen werden könne, dass man bekannte genussvolle oder schmerzliche Dinge als Maßstab nehme. Genüssen und Da der menschliche Körper eine Verbindlichkeit für die Seele darstellt, hat Gott das religiöse Gesetz eingerichtet, durch das der Mensch von der niedrigeren zu der höheren Welt geführt wird. Der Mensch ist nach al-ʿĀmirī von Natur aus religiös. Religiöser Glaube kann durch zwei unterschiedliche Kräfte der menschlichen Seele verursacht sein, entweder durch den Intellekt oder durch die Einbildung. Wenn er vom Intellekt herrührt, entsteht wahrer Glaube, wenn von der Einbildung, entsteht entweder wahrer oder falscher Glaube.
Bezüglich der Frage von Prädestination und freiem Willen stützt er seine Position auf die aristotelische Lehre von den vier Grundursachen (Causa materialis, Causa formalis, Causa efficiens, Causa finalis), die er allerdings um zahlreiche akzidentielle Grundursachen erweitert. Darüber hinaus unterscheidet er bei Materie, Form und Wirkung noch zwischen nah und fern, so dass sie jeweils einen doppelten Charakter haben. So stellt Gott für ihn bei den menschlichen Handlungen die ferne causa efficiens dar, während der Mensch die nahe causa efficiens ist.
Neben der Anordnung der Himmelssphären und Himmelskörper haben auch Magie, Hexerei, Zaubersprüche, Talismane und der Böse Blick einen Einfluss auf den Menschen, auch wenn sie nur selten auf seine rationale Seele einwirken können. Umgekehrt kann Gebet Heiligen und Propheten Macht über andere Körper verleihen, weil es die Spiritualität der Seele stärkt, für Hilfe der Engel sorgt, und von Gott nur als eine Ehre verliehen wird.

### Aphorismen
Hinsichtlich der Eigenschaft des Schöpfers sagte al-ʿĀmirī: „Es ist Seine Erscheinung, nicht Seine Verborgenheit, die daran hindert, Ihn zu begreifen. Schau auf die Sonne: Gibt es etwas anderes, das dich daran hindert, ihre Scheibe anzusehen, als die Macht ihrer Strahlen und die Streuung ihres Lichts?“
Einem Ausspruch, den Abū Haiyān at-Tauhīdī von al-ʿĀmirī zitiert, ist zu entnehmen, dass er dem Mesotes-Ideal zuneigte. Er lautet: „Wenn die Triebstärke (al-qūwa aš-šahwānīya) zu groß ist, ist sie Gier (šarah). Wenn sie zu gering ist, ist sie Frigidität (ǧumūd). Und wenn sie von mittlerer Beschaffenheit ist, ist sie Keuschheit (ʿiffa). Wenn die Zornesstärke (al-qūwa al-ġaḍabīya) zu groß ist, ist sie Unbesonnenheit (tahauwur). Wenn sie zu schlaff ist, ist sie Feigheit (ǧubn). Und wenn sie das rechte Maß hat, ist sie Tapferkeit (šaǧāʿa). Wenn die Artikulationskraft (al-qūwa an-nuṭqīya) zu groß ist, ist sie Lautheit (ǧahra). Wenn sie zu gering ist, ist sie Unverständigkeit (ġabāwa). Und wenn sie von mittlerer Beschaffenheit ist, ist sie Klugheit (fiṭna).“

## Schüler und Rezeption
Der wichtigste Schüler Abū l-Hasan al-ʿĀmirīs im Bereich der Philosophie war ʿAlī ibn al-Husain Ibn Hindū, einer der Sekretäre ʿAdud ad-Daulas. Er las bei ihm in Nischapur „Bücher der Alten“ (kutub al-awāʾil). Abū Haiyan at-Tauhīdī spricht außerdem davon, dass al-ʿĀmirī einen Sklaven und Schüler namens Abū l-Qasim al-Kātib hatte, der einen Kommentar zur Isagoge und zu den Kategorien des Aristoteles verfasste.
At-Tauhīdī selbst scheint ebenfalls danach gestrebt zu haben, bei al-ʿĀmirī Wissen zu erwerben. Eine sechs Seiten lange Passage in seinen Muqābasāt leitet er mit den Worten ein: „Dies ist eine Mitschrift (muqābasa), die die edlen Worte der Rede Abū l-Hasan Muhammad ibn Yūsuf al-ʿĀmirīs enthält. Das meiste davon habe ich von ihm festgehalten und gehört. Es erfolgte als Erklärung zu seinem Buch mit dem Titel an-Nusk al-ʿaqlī.“ Am Ende der Passage äußert sich at-Tauhīdī lobend über al-ʿĀmirī: Er sei nur wegen seiner langen Schulung und seines vielen Nachdenkens darüber zu solcher Rede fähig, und wegen seines schönen Lebenswandels. In seinem Werk al-Imtāʿ wa-l-muʾānasa berichtet at-Tauhīdī, dass er al-ʿĀmirī vor dem Wesir Ibn al-ʿAmīd für seine starke Methode gelobt habe. An einer anderen Stelle verteidigt er al-ʿĀmirī gegen die Bagdader Gelehrten, die Anstoß an seinem schlechten Auftreten nahmen: Wenn man ihn zu der Disziplin befrage, auf die er spezialisiert sei, und ihn darum bitte, etwas zu untersuchen, erweise er sich als äußerst talentiert. Schließlich führt er den Bericht eines Sufi-Scheichs an, der al-ʿĀmirī zufällig auf der Reise traf und sich beeindruckt von seinem sufischen und seiner Weisheit zeigte.
Al-ʿĀmirīs philosophisches Denken scheint aber keinen großen Einfluss auf spätere Generationen gehabt zu haben. Avicenna (gest. 1037) beschrieb al-ʿĀmirī in seinem Kitāb an-Naǧāt in sehr negativen Farben als „den herausragenden unter den modernen islamischen Philosophastern bei der Verwirrung der Philosophie, weil er die Absicht der Alten nicht verstand“ (al-qadam min aḥdāṯ al-mutafalsifa al-islāmīya fī tašwīš al-falsafa iḏ lam yafham ġaraḍ al-aqdamīn). Ibn Abī Usaibiʿa führt in seiner Liste von Werken Avicennas ein Werk mit dem Titel Aǧwiba li-suʾālāt saʾalahū ʿanhā Abū l-Hasan al-ʿĀmirī („Antworten auf Fragen, die ihm Abū l-Hasan al-ʿĀmirī stellte“) an. Es umfasste insgesamt 14 Fragen, ist allerdings nicht erhalten und gibt wahrscheinlich auch nicht eine Diskussion wieder, die wirklich stattgefunden hat, denn Avicenna war beim Tod von al-ʿĀmirī erst zwölf Jahre alt.
Asch-Schahrastānī (gest. 1153) erwähnt al-ʿĀmirī zusammen mit al-Kindī, Hunain ibn Ishāq, Abū Zaid al-Balchī, Miskawaih und al-Fārābī in einer Liste von späteren Philosophen des Islams (mutaʾaḫḫirūn min falāsifat al-islām) an, sagt aber nichts zu seinem Leben und seinen Lehren. Die große Wirkung von Avicenna ließen al-ʿĀmirīs Andenken später fast in Vergessenheit geraten.

### Arabische Quellen
- Abū Sulaimān as-Siǧistānī: Ṣiwān al-ḥikma. Ed. ʿAbd ar-Raḥmān Badawī. Dar Byblion, Paris, 2004. S. 307–311 (shiabooks.net).
- Abū Ḥaiyān at-Tauḥīdī: al-Muqābasāt. Ed. Ḥasan as-Sandūbī. Dār Suʿād aṣ-Ṣabbāḥ, Kuweit, 1992 (Textarchiv – Internet Archive).
- Abū Ḥaiyān at-Tauḥīdī: al-Imtāʿ wa-l-muʾānasa. Ed. Aḥmad Amīn, Aḥmad az-Zain. 3 Bände. Kairo 1953. Reprint Dār Maktabat al-ḥayāh, Beirut ohne Datum (archive.org).

### Sekundärliteratur
- Michel Allard: „Un philosophe théologien: Muḥammad b. Yūsuf al-ʿĀmirī“ in Revue de l'Histoire des Religions 187 (1975), 57–69.
- Mohammed Arkoun: “La conquête du bonheur selon Abû-l-Ḥasan al-‘Âmirî” in Studia Islamica 12 (1965) 55–90.
- Mohammed Arkoun: „Logocentrisme et vérité religieuse dans la pensée islamique d’après al-Iʿlām bi-manāḳib al-Islām d’al ʿĀmirī“ in Studia Islamica 35 (1972) 5–52.
- Nicholas Aubin: „Natural Teleology versus Material Determinism and Chance: Al-'Āmirī against Empedocles and Galen on Nature and Soul“ in Journal of the History of Philosophy, Baltimore 59/3 (Jul 2021) 429–456.
- Hans Hinrich Biesterfeldt: “Abū l-Ḥasan al-ʿĀmirī und die Wissenschaften,” in Zeitschrift der Deutschen Morgenländischen Gesellschaft, Supplement III/1: XIX. Deutscher Orientalistentag (1975) (1977) S. 335–341 (menadoc.bibliothek.uni-halle.de).
- Henry Corbin: „ʿĀmerī Nīšāpūrī“ in Encyclopaedia Iranica Band I, S. 932–933. Erstmals veröffentlicht 1985 (iranicaonline.org).
- D. De Smet: „Une Classification Ismaélienne des Sciences. L’Apport d’Abū Yaqūb al-Sijistānī à la ‘Tradition d’al-Kindī’ et ses Liens avec Abū ’l-Ḥasan al-ʿĀmirī“. In Anna Akasoy, Wim Raven (Hrsg.): Islamic Thought in the Middle Ages. Brill, Leiden, 2008. S. 77–90.
- Saḥban Ḫalīfāt: Rasāʾil Abī al-Ḥasan al-ʿĀmirī wa-šaḏarātuhu al-falsafīya. Amman, 1988. S. 63–97 (Textarchiv – Internet Archive).
- Paul L. Heck: „The Crisis of Knowledge in Islam (I): The Case of al-ʿĀmirī“ in Philosophy east & west 56/1 (2006) 106–135.
- Paul L. Heck: Skepticism in classical Islam: moments of confusion. Routledge, London, 2019. S. 86–103.
- Mahmut Kaya: „Āmirī, Ebü'l-Hasan“ in Türkiye Diyanet Vakfı İslâm Ansiklopedisi Band III, S. 68–72. Erstmals erschienen 1992 (cdn2.islamansiklopedisi.org.tr PDF).
- Joel L. Kraemer: Humanism in the Renaissance of Islam. The Cultural Revival during the Buyid Age. Brill, Leiden, 1986. S. 233–241.
- M. C. Lacroix: „Éducation et instruction selon Abû l-Ḥasan al-ʿÂmirî: présentation et traduction d'un extrait du Kitâb al-saʿâda wa l-isʿâd“ in Revue Philosophique de Louvain 87 (1989) 165–214 (persee.fr).
- Muǧtabā Mīnūwī: „Az ḫazāyin-i Turkīya“ in Maǧalla-yi Dāniškada-yi Adabīyāt-i Dānišgāh-i Tihrān 4/3 (1336 hš/1957) 53–89. Hier S. 59–83.
- Muǧtabā Mīnūwī: „Abū l-Ḥasan al-ʿĀmirī“ in Urdu Dāʾirah-i Maʿārif-i Islāmīyah Band I, S. 771–777 (Textarchiv – Internet Archive).
- Ian Richard Netton: Al-Fārābī and his school. Routledge, London, 1992. S. 13–16 (Textarchiv – Internet Archive).
- S.Pohl: „Die aristotelische Ethik im Kitāb as-Saʿāda wa-l-isʿād des Abū l-Ḥasan al-ʿĀmirī“, in The Ancient Tradition in Christian and Islamic Hellenism ed. G. Endress and R. Kruk. Brill, Leiden, 1997. S. pp. 201–238.
- Franz Rosenthal: „State and religion according to Abu ’l-Ḥasan al-ʿĀmirī“ in Islamic Quarterly 3 (1956), 42–52.
- Everett K. Rowson: Einleitung zu al-Amad ʿalā al-abad. Beirut 1979 (Textarchiv – Internet Archive).
- Everett K. Rowson: „al-ʿĀmirī“ in The Encyclopaedia of Islam. New Edition. Band XII, S. 72b–73a (erstmals veröffentlicht 1980).
- Everett K. Rowson: “An Unpublished Work by al-ʿĀmirī and the Date of the Arabic De causis” in Journal of the American Oriental Society 104 (1984) 193–199.
- Everett K. Rowson: A Muslim Philosopher on the Soul and Its Fate: al-ʿĀmirī's Kitāb al-amad ʿalā al-abad. New Haven, CN, 1988. S. 3–49.
- Everett K. Rowson: „al-ʿĀmirī“ in S.H. Nasr and O. Leaman (eds.): History of Islamic Philosophy. London 1996. S. 216–221.
- Everett K. Rowson: ʿAbū l-Ḥasan ʿĀmirī in S.H. Nasr and M. Aminrazavi (Hrsg.): An anthology of philosophy in Persia. 5 Bde. Oxford 1999. Band 1, S. 136–159.
- Everett K. Rowson: „al-ʿĀmirī“ in Thomas, D., & Mallett, A. (eds.): Christian-Muslim Relations. A Bibliographical History. Volume 2 (900-1050). Brill, Leiden, 2010. S. 485–490.
- Jean-Claude Vadet: „Le souvenir de l'ancienne Perse chez le philosophe Abū l-Ḥasan al-ʿĀmirī“ in Arabica 11 (1964), pp. 257–271.
- Jean-Claude Vadet: “Une défense philosophique de la Sunna: les Manāqib al-islām d'al-ʿĀmirī” in Revue des Études Islamiques 42 (1974) 245–276.
- Elvira Wakelnig: Feder, Tafel, Mensch: Al-ʿĀmirīs Kitāb al-Fuṣūl fī l-Maʿālim al-ilāhīya und die arabische Proklos-Rezeption im 10. Jh. Brill, Leiden, 2006. S. 5–43.
- Elvira Wakelnig: “Metaphysics in al-ʽĀmirī. The hierarchy of being and the concept of creation”, in Medioevo 32 (2007), pp. 39–59.
- Elvira Wakelnig: „Al-ʿĀmirī on Vision and the Visible. Variations on Traditional Visual Theories“. In A. Akasoy, W. Raven (eds.): Islamic Thought in the Middle Ages Brill, Leiden, 2008, S. 413–431.
- Elvira Wakelnig: „Philosophical fragments of al-ʿĀmirī preserved mainly in al-Tawḥīdī, Miskawayh and the texts of the Ṣiwān al-ḥikma tradition.“ In: Peter Adamson (ed.): In the age of al-Fārābī: Arabic philosophy in the 4th/10th century. Warburg Institute, London, 2008. S. 215–238.
- Elvira Wakelnig: „al-ʿĀmirī, Abū l-Ḥasan“ in Henrik Lagerlund (ed.): Encyclopedia of Medieval Philosophy. Philosophy between 500 and 1500 Springer, Dordrecht, 2011. Band I, S. 73–75.
- Elvira Wakelnig: „Die Weiterführung der neuplatonischen Ansätze“ in Ulrich Rudolph (Hrsg.): Philosophie in der islamischen Welt – Band 1: 8.-10. Jh. (= Grundriß der Geschichte der Philosophie. Begründet v. F. Überweg, völlig neubearbeitete Ausgabe). Schwabe & Co, Basel, 2012. S. 170–185.